# Great Western Railway (2015)

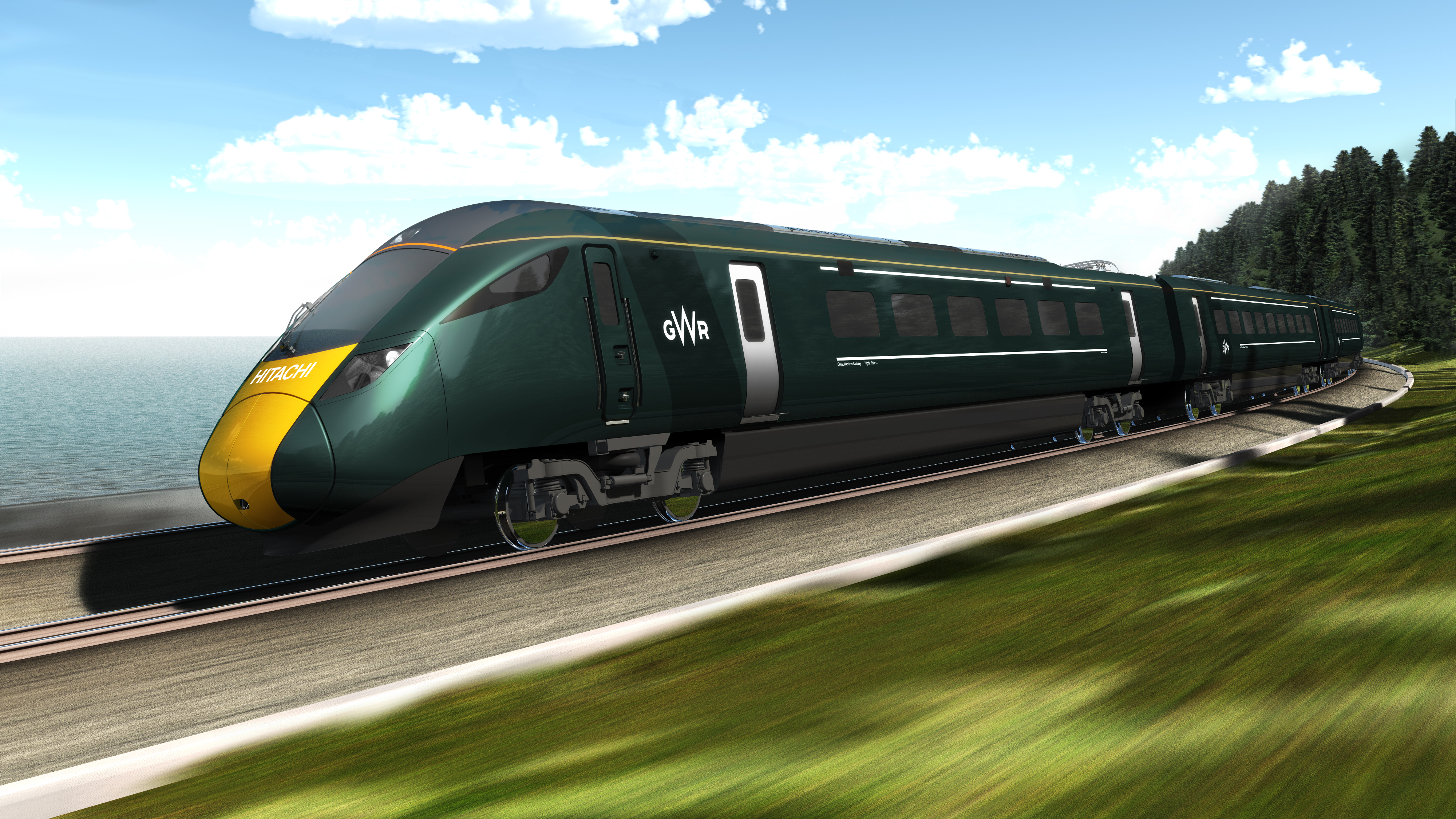
Pociąg British Rail Class 800 w barwach GWR (wizja artysty)

Great Western Railway (GWR) – brytyjski przewoźnik kolejowy posiadający koncesję na obsługę grupy tras lokalnych i regionalnych w zachodniej i południowo-zachodniej Anglii oraz południowej Walii, a także łączących te regiony z Londynem. Koncesja obejmuje także obsługę dalekobieżnych połączeń klasy InterCity, dla których jednym z krańców jest dworzec Paddington w Londynie. Firma funkcjonuje od 1996 roku, do 1998 roku działała pod nazwą Great Western Trains, a następnie do 2015 roku jako First Great Western. Właścicielem przewoźnika jest FirstGroup.

Schemat połączeń First Great Western w 2010 roku

## Tabor

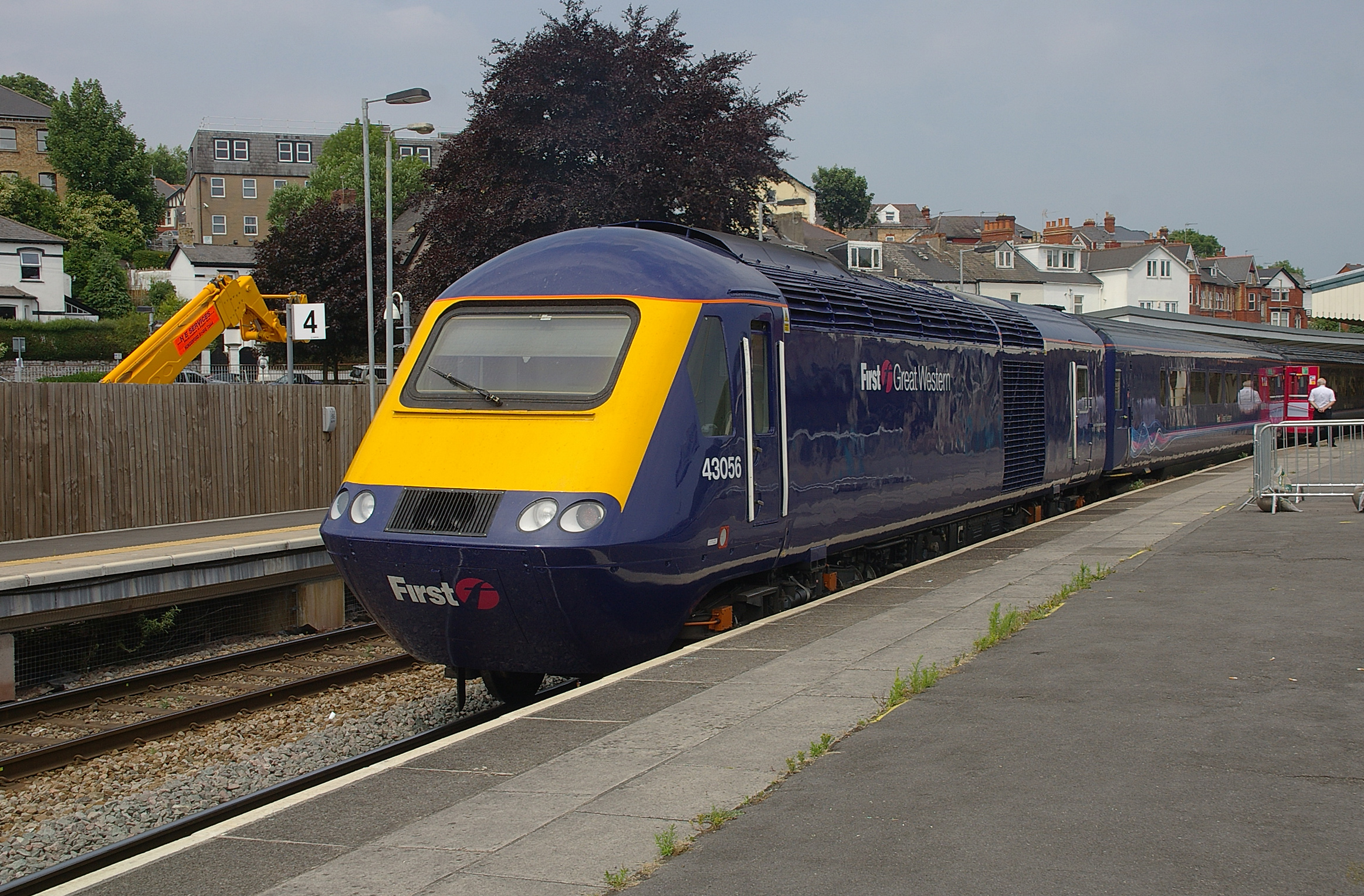
Lokomotywa British Rail Class 43 w barwach First Great Western

W 2009 roku flota First Great Western składała się z następujących jednostek:
- British Rail Class 43 (43 sztuki)[2]
- British Rail Class 57 (4 sztuki)[3]
- British Rail Class 142 (12 zestawów)[4]
- British Rail Class 143 (8 zestawów)[4]
- British Rail Class 150 (22 zestawy)[4]
- British Rail Class 153 (12 zestawów)[4]
- British Rail Class 158 (19 zestawów)[4]
- British Rail Class 165 (36 zestawów)[4]
- British Rail Class 166 (21 zestawów)[4]
- British Rail Class 180 (3 zestawy)[5]
- Wagony British Rail Mark 3 (514 sztuk)